# Dinastía rubénida

Bandera de la Dinastía rubenida, que a su vez fue la primera bandera utilizada por el Reino armenio de Cilicia.

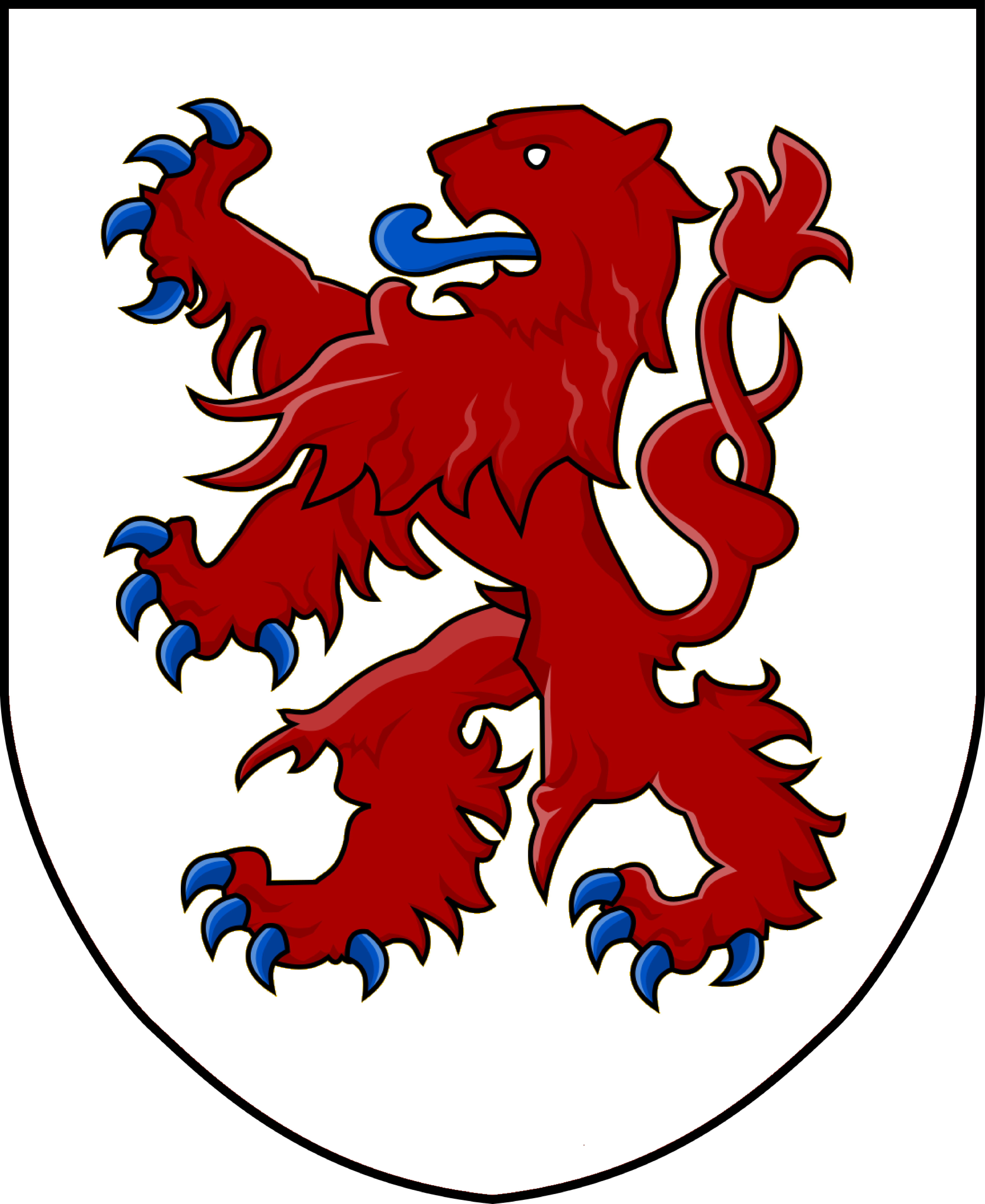
Escudo de armas de la dinastía rubenida.

Las dinastía rubénida (en armenio: Ռուբինեաններ) fue una dinastía armenia que dominó partes de Cilicia, y que estableció el reino armenio de Cilicia. La dinastía tomó su nombre de su fundador, Rubén I. Los rubénidas fueron príncipes, después reyes, de Cilicia desde 1080 hasta que fueron sucedidos por los hetúmidas a mediados del siglo xiii.
El nuevo estado armenio estableció relaciones muy estrechas con los países europeos y desempeñó un papel muy importante durante las cruzadas, proporcionando a los ejércitos cristianos un refugio y provisiones en su camino hacia Jerusalén. Los matrimonios mixtos con familias cruzadas europeas eran comunes, y la influencia religiosa, política y cultural europea era fuerte.

## Príncipes rubénidas de Armenia
- Rubén I (1080/1081/1082-1095)
- Constantino I (1095-1100/1102/1103)
- Teodoro I (1100/1102/1103-1129/1130)
- Constantino II (1129/1130)
- León I (1129/1130-1137)
- Teodoro II (1144/1145-1169)
- Rubén II (1169-1170)
- Melias (1170-1175)
- Rubén III (1175-1187)
- León II (1187-1198/1199)

## Reyes rubénidas de Armenia
- León I (1198/1199 – 1219)
- Isabel (1219–1252)